# رابطة ثنائية هيدروجينية

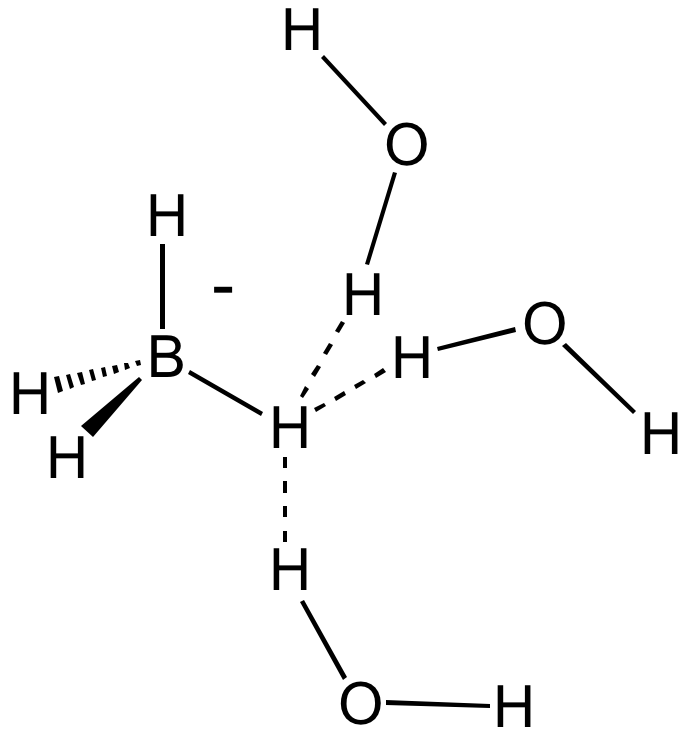

في الكيمياء، الرابطة الثنائية الهيدروجينية هي نوع من أنواع الروابط الهيدروجينية، ونوع من أنواع التفاعل بين رابطة هدريد الفلز وبين مجموعة OH أو NH أو أي مصدر معطي للبروتونات. وتم تصنيع أول معقد فلز انتقالي يتضمن هذا النوع من الترابط بواسطة «جيز جيهز كوباس» في عام 1984.
وفي واحد من أحدث التطويرات، تم ملاحظة رابطة هيدروجينية بين ذرتي هيدروجين لهما قطبية متعاكسة. وماثل لذك في جزيء H3NBH3 حيث تكون ذرات الهيدروجين على النيتروجين لها شحنة موجبة جزئية بينما ذرات الهيدروجين الموجودة على البورون لها شحنة سالبة جزئية. والانجذاب الناتج بين BH...HN يجعل شكل الجزيء الناتج في الحالة الصلبة، وليس في الحالة الغازية كما هي الحالة في المواد القريبة التركيب منه، H3CCH3. لأن ذرتي الهيدروجين متضمنتان في التفاعل، وهذا ما يطلق عليه رابطة ثنائية هيدروجينية.
- 'ونوع جديد من التفاعل بين الجزيئي: رابطة الهيدروجين الغير تقليدية مع روابط هيدريد العناصر كمستقبل للبروتونات. روبرت إتشز كرابتري، بير إي. إم. سايبلام، أودلي أينيشتين، أرنولد إل. رينجولد، توماس إف. كيوتزلي. "1996"- 29(7) - 348 - 354